# Halosaurus guentheri
Espèce
Halosaurus guentheri est une espèce de poissons téléostéens.